# Mansour Bahrami
Mansour Bahrami (persisch منصور بهرامی‎; * 26. April 1956 in Arak) ist ein ehemaliger iranischer Tennisspieler.

## Karriere
Schon in früher Jugend arbeitete er als Balljunge auf einem Sportkomplex in Teheran. Hier beobachtete er einige der besten iranischen Tennisspieler, durfte aber selbst nie spielen. Im Alter von 16 Jahren wurde er in das iranische Davis-Cup-Team aufgenommen, mit dem er mehrmals Siege erringen konnte.
Wegen der iranischen Revolution von 1979 konnte er in seiner Heimat nicht mehr spielen und ging ins Exil nach Frankreich. Seine besten Zeiten als Einzelspieler waren aber vorbei, so dass er sich mehr aufs Doppel konzentrierte. Hier erreichte er mit seinem Partner Éric Winogradsky 1989 das Finale der French Open.
Ab 1993 durfte er wieder für den Iran im Davis Cup antreten und spielte bis 1997 insgesamt 22 Partien in Einzel und Doppel, von denen er vierzehn gewann.
Überraschenderweise konnte Bahrami 1999 in Doha das ATP-Champions-Tour-Turnier für ehemalige Profi-Spieler gewinnen. Er besiegte während dieses Turniers Pat Cash, Yannick Noah und Henri Leconte.
In den Jahren 2002 und 2003 kehrte er noch einmal in die ATP Tour zurück.
Bahramis humoristisches Talent machte ihn außerdem zu einem gerade für seine Weltranglistenposition sehr beliebten Spieler auf Schauturnieren. Er spielt jedes Jahr mehrere Doppelspiele beim Aegon Masters der ATP Champions Tour.

## Erfolge
| Legende (Anzahl der Siege)                            |
| Grand Slam                                            |
| Tennis Masters Cup                                    |
| ATP Masters Series                                    |
| ATP Championship Series ATP International Series Gold |
| ATP World Series ATP International Series (2)         |
| ATP Challenger Tour (4)                               |

| ATP-Titel nach Belag |
| Hartplatz (1)        |
| Sand (1)             |
| Rasen                |
| Teppich              |

### Doppel

#### Turniersiege

##### ATP Tour
| Nr. | Datum              | Turnier  | Belag         | Partner          | Finalgegner                         | Ergebnis |
| --- | ------------------ | -------- | ------------- | ---------------- | ----------------------------------- | -------- |
| 1.  | 25. September 1988 | Genf     | Sand          | Tomáš Šmíd       | Gustavo Luza Guillermo Pérez Roldán | 6:4, 6:3 |
| 2.  | 15. Oktober 1989   | Toulouse | Hartplatz (i) | Éric Winogradsky | Todd Nelson Roger Smith             | 6:2, 7:6 |

##### Challenger Tour
| Nr. | Datum          | Turnier          | Belag   | Partner           | Finalgegner                            | Ergebnis                    |
| --- | -------------- | ---------------- | ------- | ----------------- | -------------------------------------- | --------------------------- |
| 1.  | 27. Juli 1986  | Neu-Ulm (1)      | Sand    | Jaroslav Navrátil | Menno Oosting Huub van Boeckel         | 7:5, 6:1                    |
| 2.  | 5. Juli 1987   | Clermont-Ferrand | Sand    | Claudio Mezzadri  | Christophe Lesage Jean-Marc Piacentile | 6:3, 7:5                    |
| 3.  | 2. August 1987 | Neu-Ulm (2)      | Sand    | Michael Mortensen | Jaromir Becka Udo Riglewski            | Finale wurde nicht gespielt |
| 4.  | 5. Juli 1990   | Dijon            | Teppich | Rodolphe Gilbert  | Jan Apell Peter Nyborg                 | 7:5, 6:2                    |

#### Finalteilnahmen
| Nr. | Datum              | Turnier      | Belag         | Partner                | Finalgegner                    | Ergebnis           |
| --- | ------------------ | ------------ | ------------- | ---------------------- | ------------------------------ | ------------------ |
| 1.  | 13. Juli 1986      | Bordeaux (1) | Sand          | Ronald Agénor          | Jordi Arrese David De Miguel   | 5:7, 4:6           |
| 2.  | 14. September 1986 | Stuttgart    | Sand          | Diego Pérez            | Hans Gildemeister Andrés Gómez | 4:6, 3:6           |
| 3.  | 2. November 1986   | Paris        | Teppich (i)   | Diego Pérez            | Peter Fleming John McEnroe     | 3:6, 2:6           |
| 4.  | 26. April 1987     | Monte Carlo  | Sand          | Michael Mortensen      | Hans Gildemeister Andrés Gómez | 2:6, 4:6           |
| 5.  | 20. September 1987 | Genf (1)     | Sand          | Diego Pérez            | Ricardo Acioly Luiz Mattar     | 6:3, 4:6, 2:6      |
| 6.  | 16. Oktober 1988   | Toulouse     | Hartplatz (i) | Guy Forget             | Tom Nijssen Ricki Osterthun    | 3:6, 4:6           |
| 7.  | 11. Juni 1989      | French Open  | Sand          | Éric Winogradsky       | Jim Grabb Patrick McEnroe      | 4:6, 6:2, 4:6, 6:7 |
| 8.  | 17. September 1989 | Genf (2)     | Sand          | Guillermo Pérez Roldán | Andrés Gómez Alberto Mancini   | 3:6, 5:7           |
| 9.  | 16. September 1990 | Bordeaux (2) | Sand          | Yannick Noah           | Tomás Carbonell Libor Pimek    | 3:6, 7:6, 2:6      |
| 10. | 10. März 1991      | Kopenhagen   | Teppich (i)   | Andrei Olchowski       | Mark Woodforde Todd Woodbridge | 3:6, 1:6           |